# Tito Quíncio Peno Capitolino Crispino (cônsul em 354 a.C.)
Tito Quíncio Peno Capitolino Crispino (em latim: Titus Quinctius Pennus Capitolinus Crispinus) foi um político da gente Quíncia da República Romana, eleito cônsul por duas vezes, em 354 e 351 a.C., com Marco Fábio Ambusto e Caio Sulpício Pético respectivamente. Antes disso, já havia sido nomeado ditador em 361 a.C.. Cneu Quíncio Capitolino, ditador em 331 a.C., provavelmente era seu filho.

## Ditadura (361 a.C.)
Tito Quíncio nomeado ditador em 361 a.C. para levar adiante a guerra contra os gauleses, obtendo uma vitória que foi celebrada com um triunfo no mesmo ano. Seu mestre da cavalaria foi Sérvio Cornélio Maluginense.
Foi nesta campanha que teria acontecido o lendário episódio no qual Tito Mânlio Torquato teria vencido em duelo um inimigo enorme, assustando os gauleses, que abandonaram o campo de batalha.

## Mestre da cavalaria (360 a.C.)
Em 360 a.C., foi nomeado mestre da cavalaria pelo ditador Quinto Servílio Aala, que também foi nomeado para lutar contra os gauleses, que foram derrotados numa batalha às portas de Roma, na Porta Colina.

## Primeiro consulado (354 a.C.)
Foi eleito cônsul pela primeira vez em 354 a.C. junto com Marco Fábio Ambusto, ambos patrícios. Durante seu mandato, os romanos levaram a melhor contra os tiburtinos e os tarquinenses com tanta facilidade que os samnitas foram a Roma implorar pela paz:
| “ | Para o povo de Tarquínia não houve nenhuma piedade: muitos foram mortos durante a batalha e, dos muitíssimos prisioneiros capturados, foram escolhidos trezentos e cinquenta e oito — a flor da nobreza — para serem enviados a Roma enquanto que o resto da população foi entregue às armas. | ” |
|   | — Lívio, Ab Urbe condita VII, 2, 19. |   |

## Segundo consulado (351 a.C.)
Em 351 a.C., foi eleito novamente, desta vez com Caio Sulpício Pético, que já estava no quinto mandato. Caio Sulpício comandou a campanha contra Tarquínia e Tito Quíncio, a contra os faliscos. Os dois continuaram a guerra contra Tarquínia e arrasaram seu território para obrigá-los a aceitar uma trégua que perduraria por 42 anos. A eleição de um censor era necessária, mas Caio Sulpício e Tito Quíncio se opuseram à candidatura do plebeu Caio Márcio Rutilo, em vão, pois ele acabou eleito.

## Anos finais
Segundo o relato de Lívio, Tito Quíncio foi forçado, em 342 a.C., durante a Primeira Guerra Samnita, a assumir o comando dos soldados amotinados estacionados em Capua. Porém, quando os soldados enviados pelo ditador Marco Valério Corvo chegaram, liderou os esforços para conseguir a paz.